# 2-氟乙醇
2-氟乙醇是一种有机化合物，化学式为CH2FCH2OH，这种无色液体是最简单的β-氟代醇，也是最简单而稳定的氟代醇类化合物。它可用于杀鼠剂、殺蟲劑和杀螨剂。它容易被氧化为氟乙酸，这一性质使得2-氟乙醇具有较高的毒性（LD50 = 10 mg/kg）。相应的二氟和三氟乙醇的危险性与之相比要小得多。